# Alessandro Rolla
Pour les articles homonymes, voir Rolla.
Alessandro Rolla, né le 22 avril 1757 à Pavie et mort le 15 septembre 1841 à Milan, est un virtuose du violon et de l’alto, compositeur, chef d'orchestre et pédagogue. Niccolò Paganini fut son élève.
Si sa renommée repose aujourd'hui principalement comme « maître du grand Paganini », son rôle a pourtant été très important dans le développement des techniques du violon et de l'alto. Certaines des innovations techniques utilisées plus tard par Paganini, comme le pizzicato de la main gauche, l'utilisation des positions très élevées au violon et à l'alto, les passages en octave, etc., ont été introduites par Rolla.

## Biographie
Rolla naît en Lombardie, un an après Mozart. Après les rudiments du clavier acquis dans sa ville natale sous la direction d'un prêtre, Sanpietro, il étudie le contrepoint à la cathédrale de Milan de 1770 à 1778 avec Giovanni Andrea Fioroni, originaire de Pavie lui aussi, et élève de Leonardo Leo. Il prend successivement des leçons de violon de Renzi et Conti. À 15 ans, il est premier alto dans l'orchestre de la basilique Saint-Ambroise, sous la direction de Giovanni Battista Sammartini. En 1772, il fait sa première apparition publique en concert dans un concerto pour alto. Il participe au poste d'altiste dans l'orchestre lors de l'inauguration du théâtre de La Scala de Milan en 1778.

### Parme
En 1782, âgé de 25 ans – peut-être grâce à Giuseppe Sarti –, il est nommé alto solo de la chambre et dans l'orchestre du duc de Parme ; en 1792, à la mort de Giacomo Giorgi, il passe au pupitre des violons. Parallèlement il se produit à plusieurs reprises à Bergame, Mantoue, Crémone, Novara et Gênes. En 1801, outre son poste de premier violon, il est responsable des concerts, c'est-à-dire chef de l'orchestre.
Entre 1795 et 1797, il donne des leçons à Niccolò Paganini, et lui conseille de prendre des leçons d'harmonie avec son compatriote génois Gaspare Ghiretti. Paganini rend compte des circonstances : « ayant trouvé dans la chambre de Rolla un nouveau concerto par lui, je le jouais à première vue, Rolla en fut étonné, et au lieu de m'enseigner le violon, me conseilla d'étudier le contre-point sous la direction du maestro Ghiretti, Napolitain, violon de la cour et célèbre contrapuntiste qui fut aussi le maître de Paër. »
Cette rencontre entre Rolla et Paganini est importante, tant pour l'élève que pour le maître. Leur amitié devait durer toute leur vie. Paganini confiait souvent son admiration dans sa correspondance.

### Milan

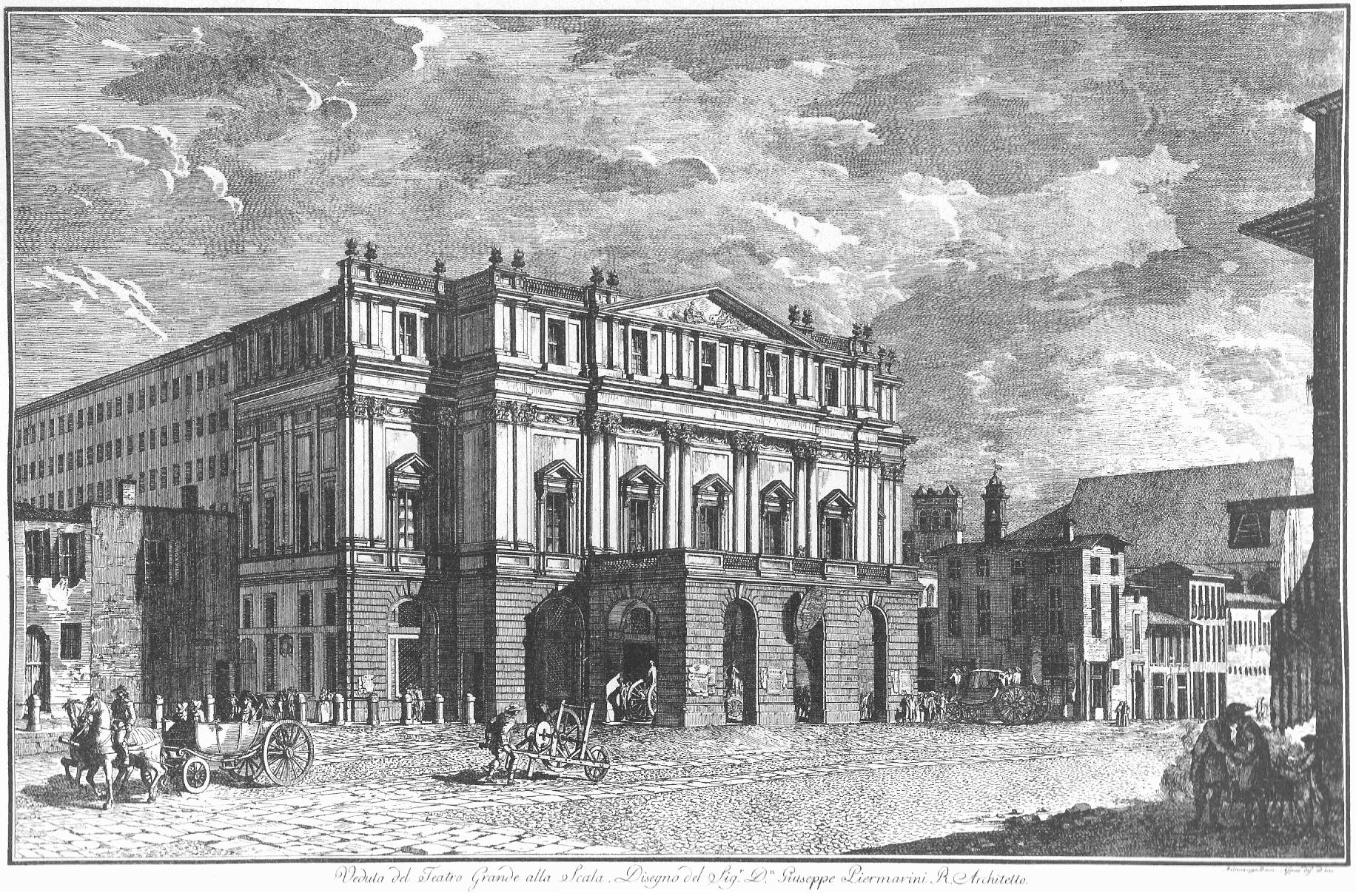
La Scala de Milan. Gravure de Domenico Aspar (1790).

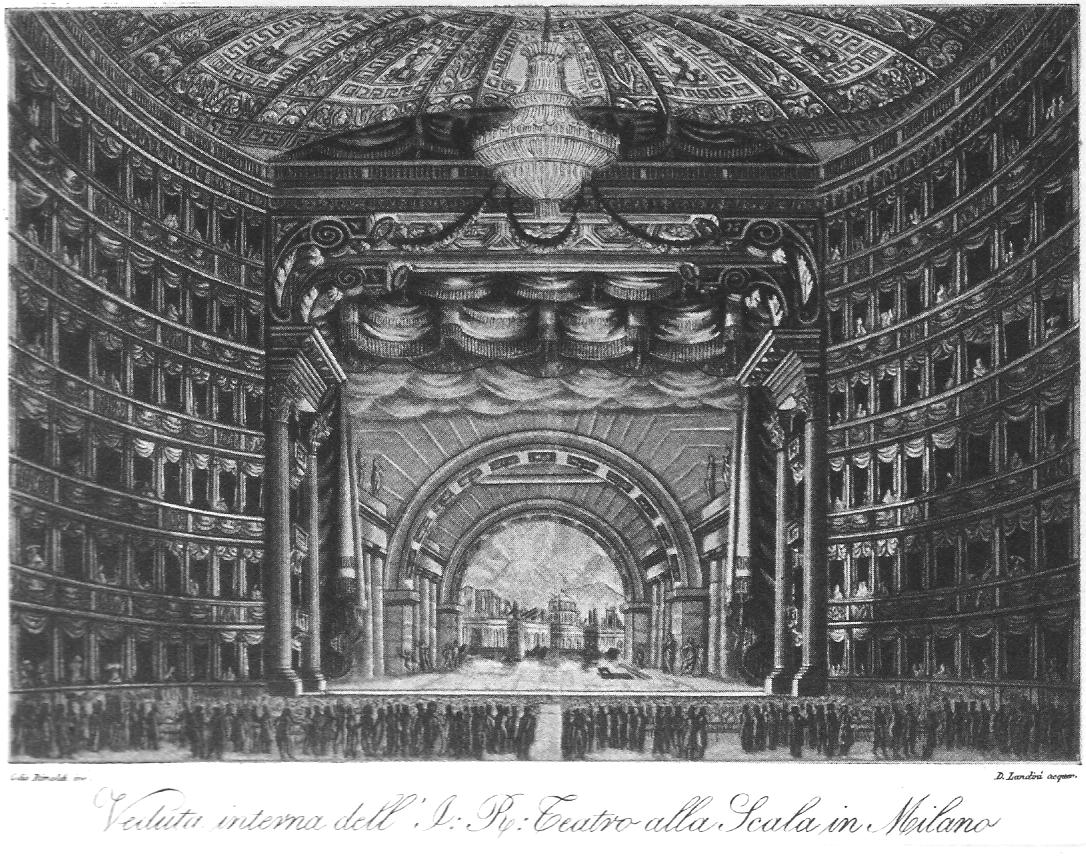
La Scala en 1827, lors d'une représentation des « Derniers jours de Pompéi » de Giovanni Pacini dans le décor de Sanquirino.

Après vingt ans de service, à la mort du duc Ferdinand de Bourbon, il quitte Parme pour Milan, ville devenue la capitale de la République italienne et en 1805 du royaume. Après avoir présenté un concerto pour alto, il est nommé premier violon solo à La Scala, le 26 décembre 1802, par le vice-roi Eugène de Beauharnais. Le répertoire comprend les grandes œuvres de Rossini (Il turco in Italia, 1814), Gaetano Donizetti et Bellini (la première de Norma), mais aussi Saverio Mercadante, Simon Mayr, Ferdinando Paër et des concerts instrumentaux. Il a dirigé les premières représentations milanaises des opéras de Mozart, Don Giovanni, Così fan tutte, La clemenza di Tito et Le Mariage de Figaro, et y a dirigé Les Créatures de Prométhée de Beethoven (1813).

En 1808 – la même année que la création de la maison d'édition Ricordi –, il enseigne violon et alto au conservatoire, fondé l'année précédente par Eugène de Beauharnais sur le modèle parisien. En 1813, il échappe à la purge lorsque la ville passe sous domination autrichienne. Ses œuvres sont éditées partout en Europe : chez Leduc et Imbault à Paris, Artaria à Vienne, Breitkopf & Härtel à Leipzig, Monzani & Hill à Londres, chez Offenbach, puis Ricordi à Milan à partir de 1809.

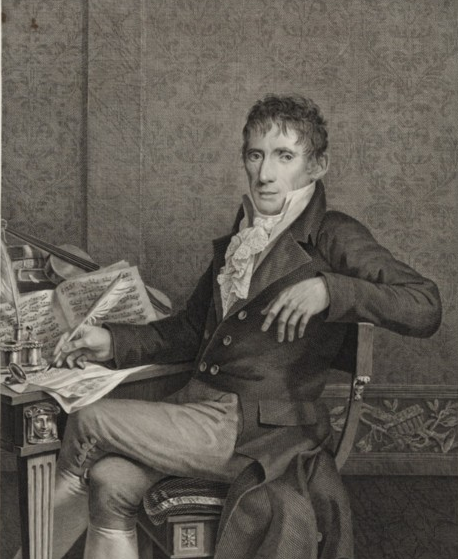
Alessandro Rolla, professore di violino e compositore di musica (gravure de Vincenzo Raggio. Fonds BnF).

Dès 1811, il participe à une association de musique de chambre avec pour répertoire la musique allemande de Haydn, Mozart ou Beethoven. C'est au sein de l'association qu'il donne en privé les symphonies nos 4, 5 et 6 de Beethoven, en 1813. Pendant les années 1813–14, il se produit avec Paganini en duo de nombreuses fois.
L’Allgemeine musikalische Zeitung de 1812 affirme que Rolla « jouit en Italie du prestige du meilleur violoniste et c'est bien le cas. Celui qui n'a pas fait connaissance de Viotti, Kreutzer, Rode, Spohr et quelques autres violonistes français et italiens le prend effectivement pour le meilleur violon du monde. »
En 1813, Rodolphe Kreutzer lui rend visite. Trois ans plus tard, c'est Louis Spohr pendant sa tournée italienne. Il en admirait « sa force et sa précision », comme il l'écrit dans ses mémoires, et lui confia la création de son concerto pour violon no 8. La même année, Stendhal écrit qu'il a du « brio dans les pièces de virtuosité ». Il ajoute que la police avait fait prier Rolla « de ne plus jouer de l'alto ; il faisait évanouir toutes les dames : ceci est un fait ».
Lorsqu'en 1832, le jeune Verdi se présente au conservatoire, Rolla est dans le jury. Sans doute à cause de son âge (et de sa provenance « étrangère », sujet du duché de Parme), le musicien n'est pas accepté, mais Rolla – qui avait exercé à Parme pendant vingt ans – oriente Verdi vers Vincenzo Lavigna, le claveciniste de La Scala.
L'année suivante, il prend sa retraite de La Scala, puis du conservatoire en 1835. Il meurt en 1841, dans sa 84e année, un an après son élève le plus célèbre, Paganini. Parmi les autres musiciens auxquels il enseigna à Milan, on cite Cesare Pugni, compositeur de ballet, et professeur de violon – Rolla dirigera deux de ses opéras, Il Disertore Svizzero (1831) et La Vendetta (1832) – Bernardo Ferrara (1810–1882) et Achille Graffigna (1816–1896).
Rolla a eu trois fils, tous musiciens : Ferdinando (1782–1831) devient altiste ; Filippo (Pietro) (1784–1842) pianiste et compositeur, enseignant au conservatoire de Milan ; Antonio Giuseppe (1798–1837), premier violon de l'opéra de Dresde entre 1823 et 1832, lui aussi compositeur, s'est vu dédicacer le concerto en ré majeur, BI 510.
Le portrait du peintre Andrea Appiani (1799) est conservé à Milan. Un sonnet de Giuseppe Bossi dit : Rolla « a éclairci la mer sombre mugissant sous la tempête et a fait se relever les murailles de Thèbes par son chant. »

## Style
Pendant ses cinquante années de carrière, Rolla a traversé plusieurs époques aux goûts différents, charnière entre le classicisme et le romantisme virtuose. Son inventivité se situe exactement au même niveau que Haydn et Boccherini, comme le dit Andreas Moser : « Si seulement les concertistes avaient le courage d'inclure à leurs programmes l'un des trios, quatuors ou le Quintette à cordes de Rolla, le public écouterait avec stupéfaction l'excellence de cette musique, qui se situe entre celle de Haydn et celle de Boccherini. » Sa musique concertante est influencée par Mozart. Dans sa musique de chambre l'empreinte est dans le droit fil de Beethoven, notamment dans l'ouverture du Quatuor en fa mineur de op. 2, qui évoque ouvertement le premier quatuor de l'opus 18.

## Œuvres
Le catalogue thématique des œuvres de Rolla a été établi par Luigi Inzaghi et Luigi Alberto Bianchi en 1981. Il recense 576 œuvres dont 275 publiées et 301 manuscrits. le « BI » précédant les numéros y fait référence.

### Musique pour orchestre
- 12 symphonies, BI 529-540
  - Sinfonia en ré majeur, BI 530
  - Sinfonia en ré majeur, BI 531
  - Sinfonia, BI 532
  - Sinfonia en ré majeur, BI 533
  - Sinfonia en si- bémol majeur, BI 540

### Musique concertante
- 21 concertos pour violon et orchestre, BI 506-523
- 15 concertos pour alto et orchestre, BI 541-555
- Concerto pour cor de basset en fa majeur (24 avril 1829), BI 528. Arrangement d'une œuvre antérieure des années 1810 pour basson, et pourtant l'une des meilleures du genre selon John Newill[8].
- Concerto pour basson en fa majeur, BI 527
- Concerto pour flûte en ré majeur, BI deest
- Concertino en mi bémol majeur pour alto, violoncelle et basson BI 388
- Concertino en mi bémol majeur pour alto (1808) BI 546
- Concertino en mi bémol majeur pour alto (1808, éd. F. Lucca, Milan vers 1830) BI 328
- Divers divertimenti et variations

### Ballets
Ballets, BI 502-505, 556-566
- Adelasia (vers 1779, Milan) BI 556
- Gli sponsali di Ciro con Cassandane (1789, Novare)
- Iserbeck e Zachinda (1802, Parme) BI 557
- Il turco generoso (1802, Parme)
- La locanda (1802, Parme)
- Elosia e Roberto o Il conte d'Essex (1803, Reggio Emilia)
- Pizarro ossia La conquista del Perù (1807, Milan)
- Abdul (1808, Vienne) BI 562
- Achille in Sciro (1808, Vienne) BI 563

### Musique de chambre
- Duos

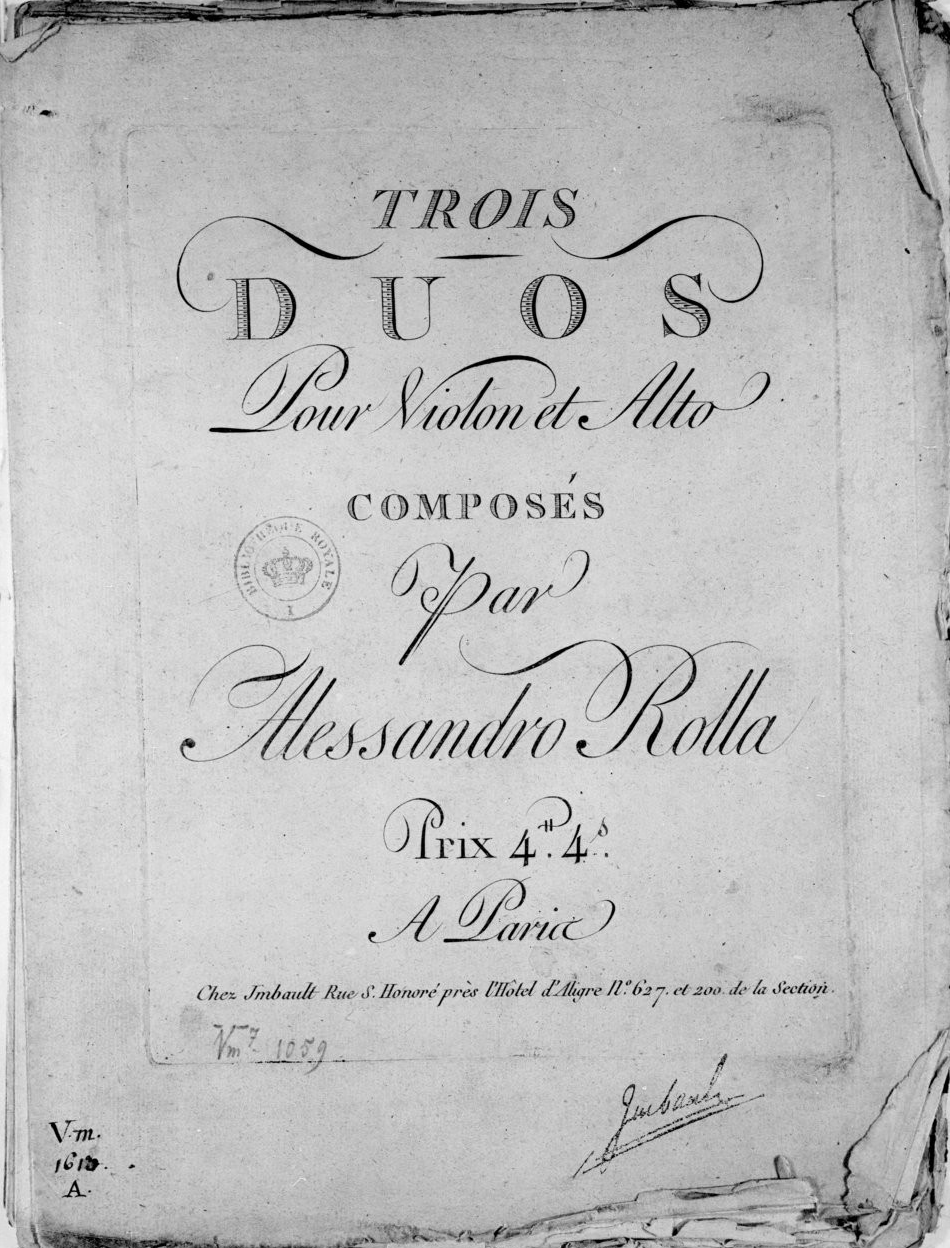
Page de titre de l'édition Imbault (Paris, 1800) de duos de Rolla (fonds BnF).

  - 126 duos pour 2 violons, BI 111-241
  - 78 duos pour violon et alto, BI 33-110
    - 3 duettos concertants opus 7, BI 37, 60, 50
      - Duetto en do majeur, op. 7 no 1
      - Duetto en mi-bémol majeur, op. 7 no 2
      - Duetto en ré mineur, op. 7 no 3

    - 3 duettos concertants opus 15
      - Duetto en mi bémol majeur, op. 15 no 1
      - Duetto en la bémol majeur, op. 15 no 2
      - Duetto en ut majeur, op. 15 no 3

  - 32 duos pour 2 altos, BI 1-32
  - 3 duos pour violon et violoncelle, BI 242–244 (1821)
  - 16 duos pour violon et guitare
  - 4 duos pour 2 guitares, BI 284-287
  - Duo pour 2 mandolines avec harpe, BI 334-335 (1804)
  - 12 duos pour flûte et violon
  - 10 duos pour 2 clarinettes, BI 258-267
  - Compositions pour violon et piano
    - Sonate en sol majeur, no 1 BI 294
    - Sonate en mi-bémol majeur, no 2 BI 291
    - Piccolo Adagio et Tema con Variazioni, en ré mineur, BI 290
    - Divertimento en sol mineur, BI 295

  - 2 sonates pour flûte et piano
  - Sonate pour violon et contrebasse
  - 4 sonates pour alto et contrebasse, BI 323-327
  - 3 œuvres pour harpe et piano
- Trios
  - Divertimento en si majeur pour violon, alto et violoncelle
  - 9 trios pour violon, alto et violoncelle, BI 341-344, 346-349, 351
    - 6 Trios concertants, opus 1, livre I & II (1800, éd. 1801, Vienne chez Artaria)
      - Trio concertant no 1 en si-bémol majeur, BI 351
      - Trio concertant no 2 en la majeur, BI 349
      - Trio concertant no 3 en mi-bémol majeur, BI 344
      - Trio concertant no 4 en fa majeur, BI 346
      - Trio concertant no 5 en ut majeur, BI 341
      - Trio concertant no 6 en sol majeur, BI 347

  - 25 trattamenti notturni pour 2 violons et violoncelle
  - 2 trios pour violon et violoncelle
  - Sonate en la majeur
  - Concerto à trois en mi majeur
  - Trio en si majeur pour alto, violoncelle et basson, BI 388-389
  - 3 petits trios pour 2 flûtes et alto
  - Divertimento notturno pour harpe, violon et contrebasse
- Quatuors à cordes, BI 397-399, 401, 405-406, 408, 410-411, 413
  - 3 Quatuors pour cordes, op. 5, BI 406, 399, 401 (1804, éd. Imbault) Dédiés à Charles IV d'Espagne
    - no 1 en sol majeur
    - no 2 en ré mineur
    - no 3 en mi bémol majeur

  - Quatuor en la majeur pour cordes (1806)
  - Quatuor en mi majeur pour cordes (1808)
  - Quatuor en ré mineur pour cordes (1808-9)
  - Quatuor en sol majeur pour cordes (1808-9)
  - 3 grands quatuors concertants pour cordes, op. 2, BI 410, 405, 397 (1824, éd. Ricordi)
    - Quatuor concertant op. 2 no 1 en la majeur (1822) BI 419
    - Quatuor concertant op. 2 no 2 en fa mineur (1822) BI 415
    - Quatuor concertant op. 2 no 3 en do majeur (1804–1807) BI 397

  - 2 quatuors pour cordes
  - Diverses variations pour cordes
  - Divertimento en la majeur pour 4 violons
  - 8 quatuors pour flûte, BI 415-421
    - Quatuors avec flûte, opus 2
      - Quatuors avec flûte en mi mineur, op. 2 no 1, BI 418
      - Quatuors avec flûte en ut majeur, op. 2 no 2, BI 415
- Quintettes
  - Quintette en ré majeur pour 2 violons, 2 altos et violoncelle, BI 429 (1815)
  - Quintette pour flûte, violon, 2 altos et violoncelle
  - Sérénade pour 2 violons, 2 altos et violoncelle
- Sextets, BI 433-459
  - Divertimento ossia Sestetto pour flûte, 2 altos, violoncelle et piano, BI 433
  - Sérénade en mi majeur pour 2 violons, 2 altos et 2 cors, op. 2 (1795)
  - Divertimento en do majeur pour flûte, violon, 2 altos, violoncelle et piano
  - Sextet en la majeur pour flûte, clarinette, basson, 2 violons et alto
- Autres
  - Diverses variations
  - 8 œuvres pour violon
  - 2 sonates pour clavier
  - Esercizio (Caprice) nos 1 & 2 pour alto, BI 313 & 311
  - Esercizio e Arpeggio (Caprice no 3) pour alto en sol majeur, BI 314

### Œuvres pédagogiques
- 24 scale per violino (1813) BI 239
- 12 intonazioni per violino (1826) BI 307
- 12 intonazioni per violino (1836) BI 308-309
- Giro in tutti i toni relativi di terza maggiore per viola e violino (1842)
- 2 intonazioni per viola
- 3 esercizi per viola
- Giro dei 24 toni per 2 violini
- 10 studi per violino, op. 10
- 6 solfeggi per 2 violini

## Discographie
- Tre duetti concertanti, opus 15 - Salvatore Accardo, violon et Luigi Alberto Bianchi, alto (février 1972, Dynamic CDS 252)[9] (OCLC 815411817)
- Musique de chambre, Trios op. 1 livre I, Quatuors op. 2°, Duos op. 7, œuvres pour violon et piano - La Camerata Ducale di Parma : Ruggero Marchesi, violon ; Roberto Ilacqua°, violon ; Stefano Marcocchi, alto ; Jorge Daniel Rossi, violoncelle ; Roberto Guglielmo, piano (avril–décembre 1997, 4CD Symphonia SY 99167)
- Trois Duos concertants pour violon, violoncelle - Luigi Mangiocavallo (violon), Claudio Ronco (violoncelle) (avril 1992, Symphonia SY 95135)[10] (OCLC 34831025)
- Tre Trio concertanti (1827) - Il Trio Concertante (1993, Symphonia SY 93524)[11] (OCLC 163187639)
- Tre duo concertanti per violino e viola, op. 5, BI 61, 85, 101 - Marco Rogliano, violon ; Luca Sanzò, alto (juin 2002, Tactus TC751802) (OCLC 53942631)
- Duos et Duettos, opus 4, 7, 9, 13 - Isabelle Faust, violon ; Thomas Riebl, alto (2004, Pan Classics) (OCLC 811566783)
- Duos pour violon et violoncelle, BI 242–244 - Dora Bratchkova, violon et Alina Kudelevič, violoncelle (décembre 2001, CPO 999 964-2) (OCLC 54099875)
- Concerti, Divertimenti, Sinfonia (BI 328°, 330°, 482+, 528*, 529) - Bettina Mussumelli+, violon ; Jodi Levitz°, alto ; Paul Meyer*, cor de basset ; I Solisti Veneti, Dir. Claudio Scimone (juin 1987, Erato) (OCLC 658630592)
- Concertos pour alto - Massimo Paris, violon ; I Musici (juillet 1993, Philips Classics) (OCLC 272362329)
- Concertos et Symphonies (BI 528°, 533, 540) - Mario Cabotta, flûte ; Denis Zanchetta°, cor de basset ; Orchestre de chambre classique de Milan, Dir. Massimiliano Caldi (8–10 juin 2002, Dynamic CDS 429) (OCLC 811240092)